# Relanges
Relanges è un comune francese di 223 abitanti situato nel dipartimento dei Vosgi, nella regione del Grand Est.

## Società

### Evoluzione demografica
Abitanti censiti